# Timbúes
Los timbúes (de tĩmbu; nombre genérico dado por los guaraníes a los pueblos que se horadaban la nariz) fueron un pueblo indígena que a la llegada de los primeros exploradores españoles en el siglo XVI se hallaban
en torno a la desembocadura de los ríos Carcarañá y Coronda, en el río Paraná (en el sur de la provincia de Santa Fe) y en el departamento Diamante (en el oeste de la provincia de Entre Ríos), en la actual República Argentina.
Formaban parte del grupo de los chaná-timbúes (o grupo del Litoral), los que geográficamente se agrupaban en:
- septentrionales: mepenes y mocoretaes
- centrales: calchines, carcaraes, corondas, timbúes y quiloazas
- meridionales: chanás y mbeguaes

Se los cree emparentados con los guaicurúes y sus restos arqueológicos evidencian influencias amazónicas.
Diversas fuentes coloniales los mencionan como «altos y bien formados». Se sabe que superaban los 1,70 m de talla promedio.
Suelen ser agrupados con los chanáes como los chaná-timbúes, nombre que también se suele dar a todo el grupo del Litoral. Estos pueblos eran posiblemente el producto de reiterados mestizajes y aculturaciones entre pámpidos y láguidos.
Eran seminómades o semisedentarios y básicamente cazadores-recolectores y pescadores, aunque también cultivaron la tierra, sembraban maíz, calabazas y habas y recolectaban miel. Practicaban la geofagia, al freír bollos de tierra en grasa de pescado.
Decoraban su cerámica. Tenían caciques hereditarios y vivían en casas comunales.
No se conoce ningún documento escrito en la lengua de los timbúes, algunos autores la han relacionado con la lengua de los charrúas y otros con los idiomas guaycurúes. Generalmente se considera que integraban la familia lingüística de los arahuacos.

## Historia
Ruy Díaz de Guzmán en su novela terminada en 1612 Historia argentina del descubrimiento, población y conquista de las provincias del Río de la Plata cuenta la historia de la destrucción del fuerte Sancti Spiritus en 1529, que fuera fundado por Sebastián Gaboto en la desembocadura del río Carcarañá en 1527. En esa novela, Díaz de Guzmán menciona a los caciques timbúes Siripo y Manduré como los destructores del fuerte.
Otras fuentes mencionan a los caracarañáes como los autores del ataque. La descripción que Díaz de Guzmán hace de los timbués es:

Otros hay más arriba, que llaman Timbús, y Caracarás, 40 leguas de Buenos Aires en buena esperanza, que son más afables, y de mejor trato y costumbres, que los de abajo: son labradores, y tienen sus pueblos fundados sobre la costa del río. Tienen las narices oradadas, donde sientan por gala en cada parte una piedra azul o verde; son muy ingeniosos y hábiles, y aprenden bien la lengua española: fueron más de 8000 indios antiguamente, y ahora han quedado muy pocos.

En la carta fechada el 10 de julio de 1528 de Luis Ramírez, quien participó de la expedición de Gaboto, mencionó a los timbúes:

En la comarca de la dicha fortaleza ay otras naciones, las quales son Caracarais y Chanaes, y Beguas y Chamaes Timbus, y Timbus con de diferentes lenguages; todos vinieron ablar y ver al Sñr. Capitan General: es gente mui bien dispuesta; tienen todos oradas las narizes ansi hombres como mugeres por tres partes, y las orejas: los hombres oradan los lavios por la parte vaja: de estos los Cancarais y Timbus siembran abati y calabazas y habas; y todas las otras naciones no siembran, y su mantenimiento es carne y pescado.

Sobre el viaje que Diego García de Moguer realizó en el río Paraná en 1528 escribió en su Relación:

... Ay otra generacion andando el Rio arriba que se llaman los Janaes é otros questán cabellos que se llaman Janaes Tembures; estos todos comen abate é carne é pescado (...) é otros mas adelante ay otros que se llaman los Atambues; de todas estas generaciones son amigos é estan xuntos é fázense buena compañia é estos comen abate é carne é pescado...

El cronista de la expedición del «adelantado» Pedro de Mendoza, Ulrico Schmidl (1510-1579), describió a los timbúes que encontraron en el río Paraná en 1536 en su obra Viaje al Río de la Plata, llamándolos «tiembús» y su lugar de residencia «isla de los Tyembús»:

Y en 2 meses llegamos a los indios, a 84 millas de distancia; esta gente llámase tiembus, se ponen en cada lado de la nariz una estrellita de piedrecillas blancas y celestes, los hombres son altos y bien formados, pero las mujeres, por el contrario, viejas y mozas, son horribles, porque se arañan la parte inferior de la cara que siempre está ensangrentada. 
 Esta nación no come otra cosa, ni en su vida ha tenido otra comida, ni otro alimento que carne y pescado. Se calcula que esta nación es fuerte de 15.000 o más hombres. Y cuando llegamos como a 4 millas de esta nación, nos vieron y salieron a recibirnos de paz en 400 kanneonn o barquillas con 16 hombres en cada una. Las tales barquillas se labran de un solo palo, son de 80 pies de largo por 3 de ancho y se boga como en las barquillas de los pescadores en Alemania, sólo que los remos no tienen los refuerzos de hierro. 
 Cuando nos juntamos en el agua nuestro capitán, Joann Eyollas, mandó al indio principal de los tiembú, que se llamaba Rochera Wassú, una camisa, un gabán, un par de calzas y varias otras cosas más de reschat. Después de esto el dicho Zchera Wassú nos condujo a su pueblo y nos dio de comer carne y pescado hasta hartarnos (...) Y cuando llegó el capitán Aluiso Gabrero a la isla de los Tyembús a verse con nuestro capitán Johan Eyollas (...) y los restantes 150 los dejaron en los tiembús, porque no alcanzaban los navíos (...) Esta nación se parece a la anterior, es decir, a los tiembú (...) visten, como los tiembú, un corto paño de algodón que las cubre del ombligo a las rodillas (...) hablan una sola lengua con los tiembú y carendes;

En la relación de Francisco de Villalta hecha en 1556 menciona respecto de la fundación de Buenos Aires por Mendoza a los timbúes como «tambús» y «timbúes»:

Con estos trabajos i afanes llegamos á una laguna en la qual allamos i salieron con Nosotros en canoas unos Indios los quales se llaman Tambús. En este camino estabamos i tardamos 50 dias en los quales certifico á V. S. que no se probó ninguno de toda la Gente probar una gota de Agua ni beber sino fueron los Capitanes que estos como dicho tengo lo pasaban mui bien.
 Llegados á las casas de los Timbúes i Carcarás que juntos estaban Juan de Aiolas, que por jeneral avia ido, hizo con los Indios que le diesen la mitad de una casa que tenia en la qual cupieron todos, porque estabamos tales que en poco espacio podiamos muy bien caber; puestos allí Timbúes i Carcarás nos probeian no tan solamente á nosotros pero proveieron á Juan de Aiolas de mucha comida con la qual decendió el pueblo de Vuenos Aires por Don Pedro de Mendoza que halla abia quedado.

Domingo Martínez de Irala en su Relación de abril de 1541 los denominó «tymbus»:

... sy tres vergantynes y dende arriba fueren podran entrar por el estero de los tymbus que empieza desde santi spiritus y rrescataran con ellos con mucho rrecabdo como dicho es, specialmente con los anundas questa arryba en el cabo del estero...

La Historia general y natural de las Indias, islas y tierra firme del mar Océano fue publicada por Gonzalo Fernández de Oviedo en partes entre 1535 y 1557 con una relación sobre los «tinbus»:

... todos andan desnudos, salvo los tinbus que se cubren con los pellejos ya dichos (...) Adelante destos está la gente de los tinbus á par de un estero que sale del rio grande por junto á la Tierra-Firme y parte del Sur; y á par destos está una nasçion que llaman carcaraes, que es gente alta de cuerpo, y la una y la otra de lenguas diferentes, que en el trato paresçe mejor que las otras ya dichas. Susténtanse de pescado, y tienen mucho y bueno; y sacan del mesmo pescado mucha y buena manteca, de que los chripstianos se aprovechan mucho, assi en su comer como para arder en los candiles, y para aderesçar los cueros de venado, de que haçen vestido y calçado y cueras para su defensa. Estos tienen muchos venados, y avestruçes, y ovejas de las grandes del Perú, tigres, nutrias y otros animales que quieren paresçer conexos, é otros de otras maneras (...) Estos tinbus y carcaraes son de mayor estatura que los tirandis y que todos los ya dichos, y es gente sofrible y amorosa y amiga de los chripstianos, aunque son flecheros, cuyas flechas son pequeñas y emplumadas de tres plumas y muy polidas. Tienen tiraderas, de que se sirven como de dardos (...) Los tinbus tienen ciertas lagunas, en que tienen grandes pesquerias, y les sacan pescado y lo guardan para el tiempo de adelante. Tienen muchos perros, como los nuestros grandes y pequeños, que ellos estiman mucho, los quales allá no avia, y se han hecho de la casta que quedó de quando Sebastian Gaboto y el capitan Johan de Junco anduvieron por aquella tierra. Sus casas son de esteras con sus apartamientos y muy bien hechas, é tienen guerra con los baranis caribes; los quales tienen buenas canoas y las palas con remos luengos de á quinçe ó veynte palmos. Es gente polida, y ellos y todos los ya dichos son de lenguas diferentes.

Francisco Ortiz de Vergara en su Relación a D. Juan de Ovando de enero de 1573, se refiere a los timbúes de la siguiente manera:

... de allí van a Santispíritus donde Gaboto tuvo su fortaleza; ai allí yndios amigos que se llaman timbues, jente muy doméstica (...) deste puerto y población que se a de hazer si a de ir la buelta de la açunción ai en el camino las naciones siguientes pobladas en pantanos y yslas jente gandula que no sirve de cosa no siembran ni cojen sino biven con pescado y caça, pasados estos timbues estan los quiluaçes...

Martín del Barco Centenera en su poema histórico Argentina y conquista del Río de la Plata con otros acaecimientos de los reinos del Perú, Tucumán y el Estado del Brasil (La Argentina) publicado en 1602 hizo varias referencias a los timbúes:

otras islas están tan bien pobladas
 de gentiles naciones y gentío.
 Timbúes las más de ellas son llamadas,
 que muy poco temor tienen al frío.
 La torre de Gaboto está cercana
 y la gente llamada Cherandiana.

Se guaranizaron hacia los siglos XVI y XVII, posteriormente desaparecieron por mestizaje y aculturación.